# Marco Capanna
Marco Capanna (Genova, 25 giugno 1981) è un ex pallanuotista e allenatore di pallanuoto italiano, attuale tecnico della SIS Roma.

## Palmarès

### Allenatore

#### Club
- Coppe LEN: 2

Imperia: 2011-12, 2014-15
- Supercoppa LEN: 1

Imperia: 2012
- Campionato italiano: 1

Imperia: 2013-14
- Coppe Italia: 4

SIS Roma: 2018-19, 2021-22, 2023-24, 2024-25

#### Nazionale
- Universiadi

Kazan 2013: Bronzo 